# Алту-Санту
Алту-Санту (порт. Alto Santo)  —  город и муниципалитет в Бразилии, входит в штат Сеара. Составная часть мезорегиона Жагуариби. Входит в экономико-статистический  микрорегион Байшу-Жагуариби. Население составляет 19 154 человека на 2007 год. Занимает площадь 1 338,743 км². Плотность населения — 14,3 чел./км².

## Статистика
- Валовой внутренний продукт на 2003 составляет 30.273.462,00 реалов (данные: Бразильский институт географии и статистики).
- Валовой внутренний продукт на душу населения на 2003 составляет 1.879,41 реалов (данные: Бразильский институт географии и статистики).
- Индекс развития человеческого потенциала на 2000 составляет 0,654 (данные: Программа развития ООН).